# Morris Silverman
Morris Silverman (* 23. Mai 1912 in Troy (New York); † 26. Januar 2006 in Manhattan) war ein US-amerikanischer Unternehmer und Philanthrop.

## Leben
Silverman wuchs in Troy im Bundesstaat New York auf und graduierte 1936 an der Albany Law School. Er war im Zweiten Weltkrieg in  der 95th Infantry Division, bekannt als The Iron Men of Metz stationiert. Im Krieg erreichte er den Rang des Majors und erhielt einige Orden wie die Purple Hearts, zwei Bronze Stars, einen Silver Star, sowie vier Battle Stars. In New York begann er 1950 als Unternehmer und gründete die National Equipment Rental, die zur größten privaten Leasingfirma in den USA wurde. 
1984 verkaufte er das Unternehmen für 40 Millionen US-Dollar und konnte diese Summe durch Spekulationen an der Wall Street auf 250 Millionen Dollar steigern. Nach dem Tod seiner Frau Dorothy gründete er die Marty and Dorothy Silverman Foundation. Er etablierte den Albany Medical Center Prize in Medizin und biomedizinischer Forschung, der auch „America's Nobel“ genannt wird. Dieser Preis wird einmal jährlich für medizinische Forschung vergeben und der Gewinner erhält eine halbe Million Dollar. Silverman spendete außerdem an zahlreiche Organisationen und seine Gelder waren Grundlage für die Gründung der University Heights Association.